# Diores leleupi
Diores leleupi är en spindelart som beskrevs av Rudy Jocqué 1990. Diores leleupi ingår i släktet Diores och familjen Zodariidae. Inga underarter finns listade i Catalogue of Life.